# Polizei beim Deutschen Bundestag
Die Polizei beim Deutschen Bundestag (offiziell abgekürzt BTPol, umgangssprachlich auch Bundestagspolizei bzw. Parlamentspolizei) ist die für den Bereich des Deutschen Bundestages zuständige Polizei. Der Präsident des Deutschen Bundestages übt durch sie die ihm nach Art. 40 Abs. 2 des Grundgesetzes übertragene Polizeigewalt in den Gebäuden und auf dem Gelände des Bundestages aus. Da die genannte Bestimmung des Grundgesetzes dem Bundestagspräsidenten ausdrücklich die alleinige Polizeigewalt überträgt, sind andere Polizeibehörden und die Staatsanwaltschaft hier nicht zuständig.
Das uneingeschränkte Hausrecht, die (durch Abstimmung widerrufliche) Immunität der Abgeordneten vor Strafverfolgung und die eigene Polizeigewalt, die Souveränität des Parlamentes sowie der Schutz des Parlaments gegenüber allen anderen staatlichen Gewalten ist historisch begründet. Dennoch gelten auch im höchsten deutschen Haus die gleichen Gesetze wie in allen anderen. Die Befugnisse der Parlamentspolizei jedoch begründen sich seit ihrer Gründung aus der Hausordnung und einer Dienstanweisung.
Auch die Landtagspräsidenten verfügen über analoge Rechte für ihre jeweiligen Häuser. Jedoch hat keines der Länder eine gesonderte Polizei für die eigene parlamentarische Vertretung eingerichtet, wie es der Bundestag getan hat.

## Geschichte

Älterer Polizeistern der Bundestagspolizei

Die Errichtung der Parlamentspolizei war eine Lehre aus den Ereignissen unmittelbar vor und während der Herrschaft des NS-Regimes in Deutschland. Der heutigen Zeit ähnliche Regelungen hatten zwar bereits in den Verfassungen des deutschen Kaiserreiches und der Weimarer Republik bestanden, eine eigene, nur ihm unterstellte Polizeitruppe erhielt der Parlamentspräsident jedoch erst nach der Konstituierung der Bundesrepublik.
Im Gründungsjahr der Bundesrepublik 1949 übernahmen Kriminalbeamte die Sicherheitsaufgaben im Parlament im Auftrag des damaligen Bundestagspräsidenten Erich Köhler. Bald empfahl der Organisationsausschuss des Bundestages, einen eigenen Sicherheitsdienst für das Haus einzurichten. Köhler schuf im April 1950 die Hausinspektion. Einige Monate später arbeitete diese als Hausordnungsdienst (HOD). Neben Sicherheitsaufgaben übernahmen die Bediensteten, die zur Erkennbarkeit eine grüne Armbinde mit der Aufschrift „Haus-Ordnungsdienst“ trugen, auch Aufgaben als Saaldiener. Der HOD war jedoch nicht mit regulären polizeilichen Aufgaben betraut – diese übernahm zur damaligen Zeit das Bundeskriminalamt – sondern stützte seine Maßnahmen allein auf das Hausrecht. Damit hatte der HOD als „Hauspolizei“ nicht mehr Befugnisse, als der Ordnungsdienst des Reichstags zu Zeiten der Weimarer Republik.
Am 31. Dezember 1960 wurde der Hausordnungsdienst in das Bundespolizeibeamtengesetz aufgenommen, erhielt jedoch nur eingeschränkte polizeiliche Exekutivbefugnisse. Durch die  „Kleine Parlamentsreform“ 1969 erhielt der HOD wieder seinen Ursprungsnamen „Hausinspektion“. Sie wurde in den 1970er Jahren angesichts der im sogenannten Deutschen Herbst mündenden Terrorakte der Rote Armee Fraktion zu einer regelrechten Vollzugsdienststelle mit Polizeicharakter aufgewertet. 1975 wurde der Personalbestand der Hausinspektion durch Beamte des Bundesgrenzschutzes erweitert. Zudem erhielten ihre Beamten erstmals die Kompetenz, Menschen festzunehmen und Beweismittel zu beschlagnahmen.
Die Bundestagspräsidentin Rita Süssmuth änderte 1989 den Namen der Hausinspektion zu „Polizei- und Sicherungsdienst beim Deutschen Bundestag“. Damit einhergehend erhielt der Sicherheitsdienst des Bundestages von vielen Kollegen anderer Polizeibehörden erstmals den „angemessenen Respekt“, überhaupt eine Behörde zu sein, schrieb Bundestagspolizist Ralph Igel in der Zeitschrift für Parlamentsfragen.
Im Jahr 2024 gab es in den Medien Berichte über rechtsextreme Verdachtsfälle im Umfeld der Bundestagspolizei. Trotz dass sich die Verdachtsmomente nicht erhärten konnten, ergriff die aufgrund ihres verfassungsrechtlich sensiblen Arbeitsbereichs öffentlich besonders beobachtete Behörde Maßnahmen zur Prävention und leitete zwei Disziplinarverfahren ein. Ein zur gleichen Zeit geplantes Bundestagspolizeigesetz wurde dem Parlament aus den Fraktionen der SPD und Grünen zwar vorgelegt, fiel zum vorzeitigen Ende des 20. Deutschen Bundestages aber der Diskontinuität anheim.

## Aufgaben
Der Aufgabenbereich der Polizei beim Deutschen Bundestag umfasst die Abwehr von Gefahren für die öffentliche Sicherheit und Ordnung, insbesondere von Gefahren für die Arbeitsfähigkeit des Parlaments und seiner Organe und Gremien, für alle anwesenden Personen im Parlamentsbereich sowie die Verfolgung von Straftaten und Ordnungswidrigkeiten. Sie sind jedoch nur im Einzelfall – nach Genehmigung des Bundestagspräsidenten – Ermittlungspersonen der Staatsanwaltschaft. Die Rechte und Pflichten der Beamten sind nicht wie bei den anderen Polizeien in einem Gesetz geregelt, sondern durch Erlass des Bundestagspräsidenten festgelegt. Der Erlass enthält die Vorschriften eines Musterpolizeigesetzes der Innenministerkonferenz.

## Organisation
Die Bundestagspolizei ist Teil der Verwaltung des Deutschen Bundestages im Referat ZS 1 (Polizei- und Sicherungsaufgaben).
Die Aufgaben werden von – geplant – 210 Beamten im Polizeivollzugsdienst wahrgenommen, wovon 180 im Schichtbetrieb in fünf Dienstgruppen als Posten und Streifen eingesetzt werden.
Im September 2019 umfasste die Polizei beim Deutschen Bundestag 187 Beamte, davon drei im höheren Dienst, 35 im gehobenen Dienst und 149 im mittleren Dienst. Von den 149 Beamten des mittleren Dienstes waren 30 als Unterstützungskräfte der Bundespolizei bei der Bundestagspolizei.
Die Bundestagspolizei arbeitet täglich mit der Berliner Polizei zusammen, sowie häufig mit dem Bundeskriminalamt und der Bundespolizei.

## Personal

### Rekrutierung
Polizeibeamte des Bundes und der Länder können sich für die Bundestagspolizei bewerben. Seit dem 1. September 2013 bildet die Polizei beim Deutschen Bundestag erstmals, mit Unterstützung der Bundespolizei, selbst für den mittleren Dienst in der Außenstelle der Akademie der Bundespolizei in Neustrelitz aus. Die Polizeibeamten des Bundestages sind gemäß § 1 Absatz 2 des Bundespolizeibeamtengesetzes Polizeivollzugsbeamte des Bundes. Die Amtsbezeichnungen sind die der Polizei, tragen aber den Zusatz „beim Deutschen Bundestag“.

### Rechtsextremistische Vorfälle
Die taz berichtete im Juni 2021, Polizisten des Bundestages hätten sich antisemitisch geäußert und verfassungsfeindlich betätigt. Bundestagspräsident Wolfgang Schäuble sicherte eine Untersuchung der einzelnen Verdachtsmomente zu. Bundestagsvizepräsidentin Claudia Roth forderte eine unabhängige, umfassende und verdachtsunabhängige Untersuchung. Man könne nicht mehr nur von Einzelfällen sprechen, sagte sie der taz. Die anschließende Befragung aller Beamten der Bundestagspolizei führte zu zwei Suspendierungen. Der nach dem Bekanntwerden der ursprünglichen Vorfälle im Dezember 2021 neu eingesetzte Leiter des zuständigen Referats wurde im Zuge der Ermittlungen seiner Zugehörigkeit zur Burschenschaft Gothia und der rechtsextremen ehemaligen Partei Bund Freier Bürger beurlaubt.

### Laufbahnen
Der Dienst gliedert sich in den mittleren, gehobenen und höheren Polizeivollzugsdienst. Im höheren Polizeivollzugsdienst beim Deutschen Bundestag gibt es nur Polizeidirektoren.
Die Amtsbezeichnungen der Polizeibeamten unterschieden sich teilweise erheblich von denen anderer Polizeibeamter und wurden mit der Umbenennung 1994 geändert.
| Amtsbezeichnung 1969 bis 1994                                         | Amtsbezeichnung ab 1994                               | Besoldungsgruppe |
| --------------------------------------------------------------------- | ----------------------------------------------------- | ---------------- |
| Mittlerer Dienst                                                      |                                                       |                  |
| Wachtmeister in der Hausinspektion des Deutschen Bundestages          | entfallen                                             | A 5              |
| Oberwachtmeister in der Hausinspektion des Deutschen Bundestages      | entfallen                                             | A 5 mit Zulage   |
| Hauptwachtmeister in der Hausinspektion des Deutschen Bundestages     | entfallen                                             | A 6              |
| Meister in der Hausinspektion des Deutschen Bundestages               | Polizeimeister beim Deutschen Bundestag               | A 7              |
| Obermeister in der Hausinspektion des Deutschen Bundestages           | Polizeiobermeister beim Deutschen Bundestag           | A 8              |
| Hauptmeister in der Hausinspektion des Deutschen Bundestages          | Polizeihauptmeister beim Deutschen Bundestag          | A 9              |
| Gehobener Dienst                                                      |                                                       |                  |
| Kommissar in der Hausinspektion des Deutschen Bundestages             | Polizeikommissar beim Deutschen Bundestag             | A 9              |
| Oberkommissar in der Hausinspektion des Deutschen Bundestages         | Polizeioberkommissar beim Deutschen Bundestag         | A 10             |
| Hauptkommissar in der Hausinspektion des Deutschen Bundestages        | Polizeihauptkommissar beim Deutschen Bundestag        | A 11 und A 12    |
| Erster Hauptkommissar in der Hausinspektion des Deutschen Bundestages | Erster Polizeihauptkommissar beim Deutschen Bundestag | A 13             |
| Höherer Dienst                                                        |                                                       |                  |
|                                                                       | Polizeirat beim Deutschen Bundestag                   | A 13             |
|                                                                       | Polizeioberrat beim Deutschen Bundestag               | A 14             |
|                                                                       | Polizeidirektor beim Deutschen Bundestag              | A 15             |

## Ausrüstung

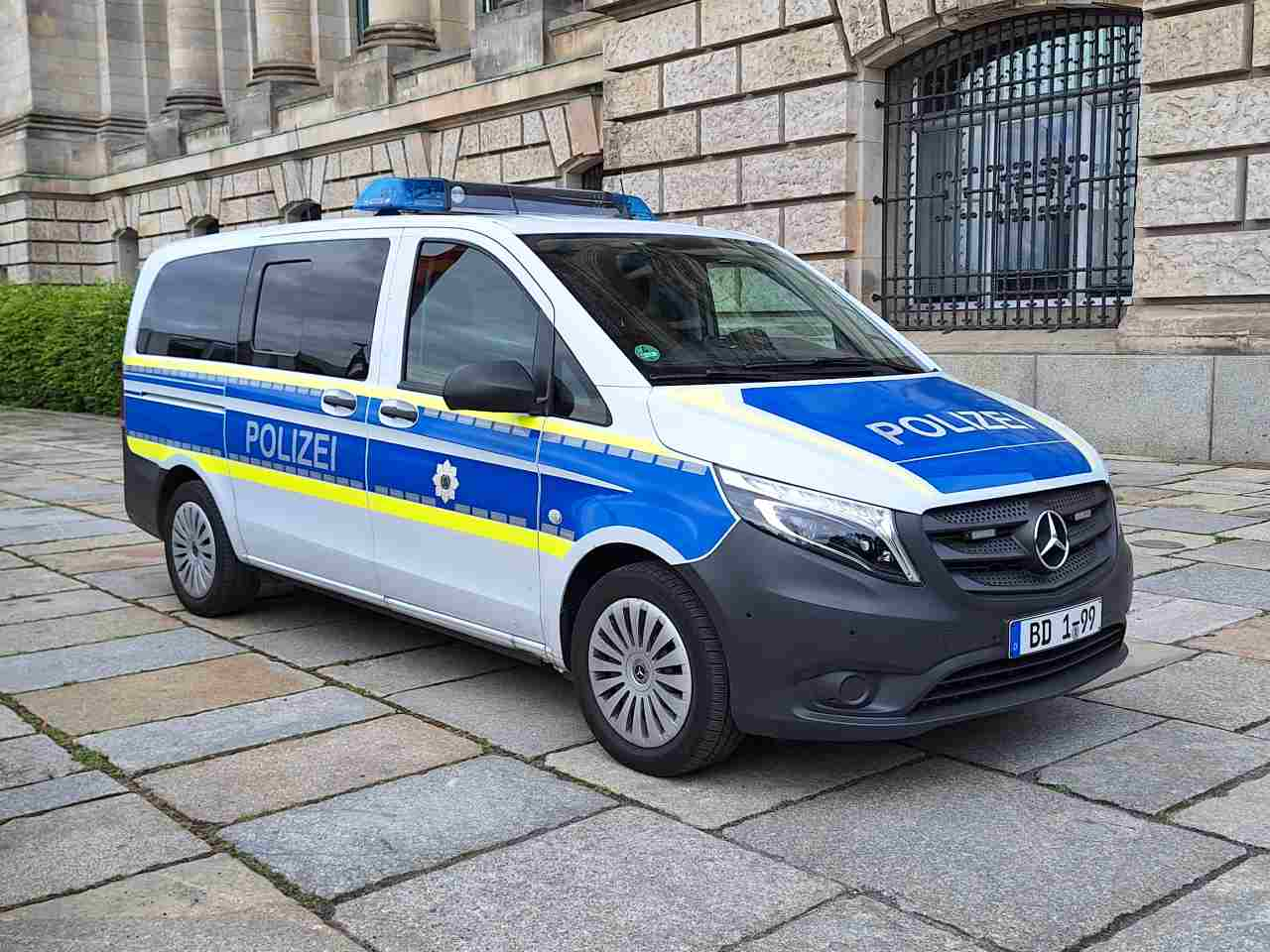
Streifenwagen der Polizei des Deutschen Bundestages

### Uniform
Die Polizeibeamten versahen ihren Dienst seit Beginn der 1950er Jahre hauptsächlich in zivil; erkennbar waren sie an ihren offen getragenen, grünen Hausausweisen mit der Aufschrift „Polizei“. In den Öffentlichkeitsbereichen trugen sie bei Bedarf auch schwarze Jacken mit der Aufschrift „Polizei“ oder leuchtend blaue Warnwesten mit „Polizei“-Schriftzügen auf Brust und Rücken. Im Oktober 2018 wurde eine neue, an der Bundespolizei angelehnte Uniform eingeführt, weil das Bedürfnis nach einer stärker sichtbaren Präsenz gewachsen war. Als Hoheitszeichen am linken Ärmel dient allerdings nicht, wie bei der Bundespolizei der schwarze Bundesadler in Gold, sondern der silberne Adler des Bundestages.

### Bewaffnung
Die Polizeibeamten führen im Dienst grundsätzlich eine Pistole, auf besondere Anordnung auch eine Maschinenpistole. Darüber hinaus verfügt die Polizei beim Deutschen Bundestag über  beschusshemmende Westen und Polizeieinsatzhelme.